# Amina secundária

Amina secundária

Em química orgânica, a amina secundária são compostos orgânicos derivados da amônia. São consideradas básicas, pois possuem um par de elétrons livre que pode se ligar a um cátion através de uma ligação covalente dativa.

## Exemplos de compostos
CH3-NH-CH3 - Dimetilamina
CH3-NH-CH2-CH2-CH3 - Metil-propilamina